# Pseudoarcte maurus
Pseudoarcte maurus är en fjärilsart som beskrevs av Holland 1894. Pseudoarcte maurus ingår i släktet Pseudoarcte och familjen nattflyn. Inga underarter finns listade i Catalogue of Life.